# Чербел (комуна)
Чербел (рум. Cerbăl) — комуна у повіті Хунедоара в Румунії. До складу комуни входять такі села (дані про населення за 2002 рік):
- Аренієш (42 особи)
- Мерішору-де-Мунте (21 особа)
- Пояна-Рекіцелій (165 осіб)
- Поєніца-Томій (99 осіб)
- Сочет (82 особи)
- Улм (44 особи)
- Фереджі (90 осіб)
- Чербел (122 особи) — адміністративний центр комуни

Комуна розташована на відстані 304 км на північний захід від Бухареста, 18 км на південний захід від Деви, 129 км на південний захід від Клуж-Напоки, 115 км на схід від Тімішоари.

## Населення
За даними перепису населення 2002 року у комуні проживали 665 осіб.
Національний склад населення комуни:
| Національність | Кількість осіб | Відсоток |
| -------------- | -------------- | -------- |
| румуни         | 661            | 99,4%    |
| угорці         | 2              | 0,3%     |
| цигани         | 1              | 0,2%     |
| словаки        | 1              | 0,2%     |

Рідною мовою назвали:
| Мова      | Кількість осіб | Відсоток |
| --------- | -------------- | -------- |
| румунська | 662            | 99,5%    |
| угорська  | 2              | 0,3%     |
| словацька | 1              | 0,2%     |

Склад населення комуни за віросповіданням:
| Релігія       | Кількість осіб | Відсоток |
| ------------- | -------------- | -------- |
| православні   | 611            | 91,9%    |
| п'ятдесятники | 49             | 7,4%     |
| реформати     | 2              | 0,3%     |
| римо-католики | 1              | 0,2%     |
| баптисти      | 1              | 0,2%     |
| не релігійні  | 1              | 0,2%     |